# فوسو فایتر

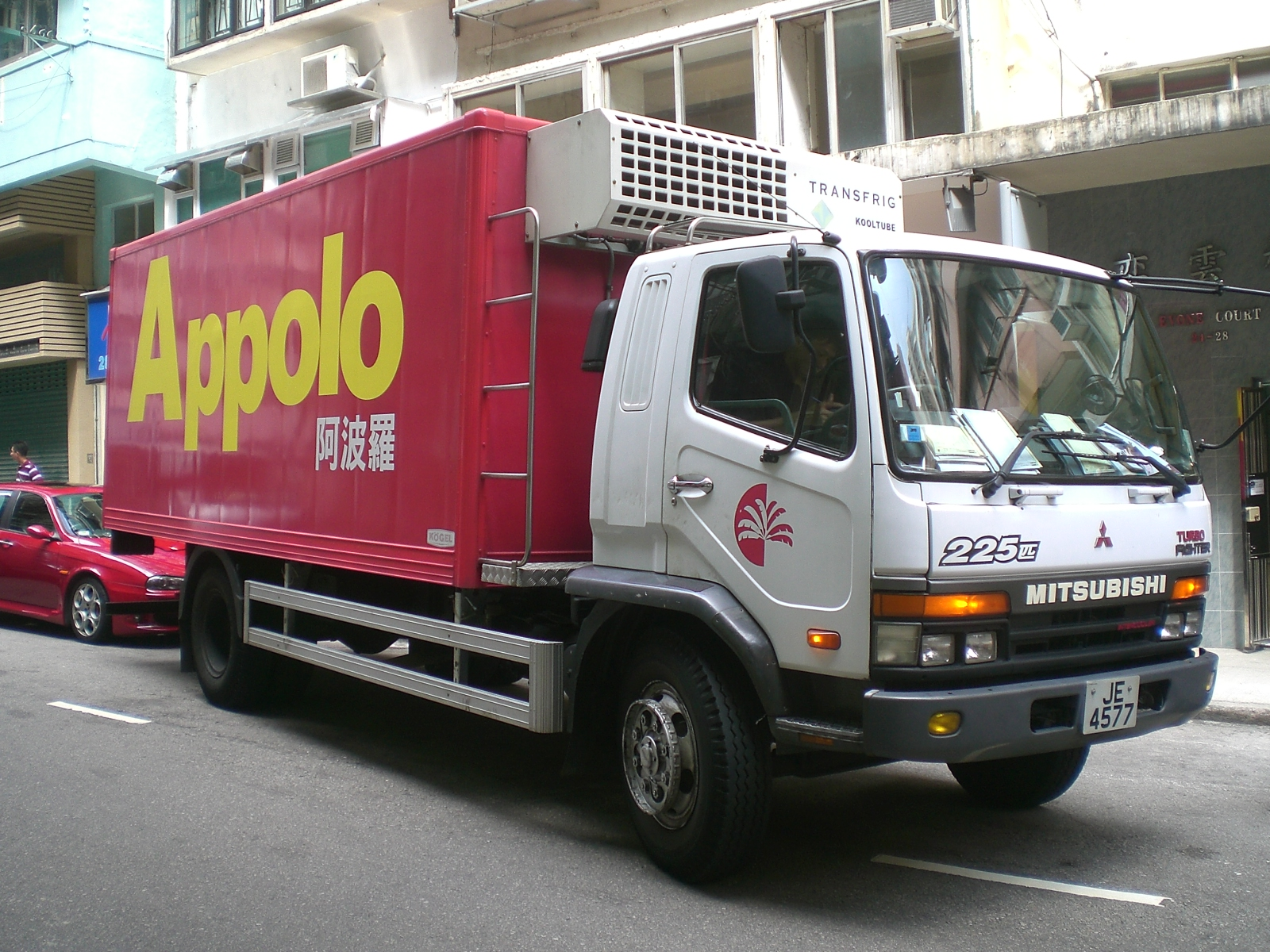

میتسوبیشی فوسو فایتر (Mitsubishi Fuso Fighter) خودرویی است که از سال ۱۹۸۴ تا کنون تولید شده‌است. 
این خودرو در کلاس کامیون قرار گرفته و است. سامانه جعبه‌دندهٔ آن ۶ دنده به دو صورت خودکار و دستی است.